# Ulrich Rückriem
Ulrich Rückriem, né le 30 septembre 1938 à Düsseldorf, est un sculpteur allemand. Il vit et travaille à Cologne et à Londres.
Son travail (abstrait) est souvent associé au style minimaliste, et au Process art. Les pierres de ce créateur allemand rappellent les menhirs préhistoriques, ce qui donne une énorme importance au site, comme c'est le cas pour le menhir en granit sur l'Île des Sculptures à Pontevedra.

## Œuvres dans les collections publics
- FRAC Alsace à Sélestat (France)